# 深绿海天牛
深绿海天牛（学名：Elysia atroviridis）一种分布于日本及中国香港等地区海域的软体动物，隶属于海天牛科海天牛属。

## 形态特征
深绿海天牛是一种小型的海天牛。身体呈蛞蝓形，为深青绿至暗青绿色，散布白色斑点，侧足周缘有白色带环绕。